# Печорско море
Печорско море (на руски: Печорское море) е акватория в югоизточната част на Баренцово море, между островите Колгуев на запад, Вайгач на изток и Нова Земя на север.
Този хидроним се среща още през 1569 г. като Petzorzke morie на карта от Герардус Меркатор, където се отнася за цялото Баренцово море. Днес, терминът се отнася за акваторията на югоизточната част на Баренцово море. Всичките брегове на морето са владение на Русия.
Морето е широко 180 km и дълго 300 km. Площта на акваторията му е 81 263 km2, а обемът на водата му е 4380 km3.
В пределите на морето се намират няколко полуострова, а от реките, вливащи се в морето, най-голяма е Печора. Морето е плитко, като дълбочината му се увеличава с увеличаване на разстоянието от материка. Близо до южния бряг на архипелага Нова Земя се намира падина с дълбочина над 150 m.

## Климат
Полярната нощ тук продължава от края на ноември до средата на януари, а полярният ден – от средата на май до края на юли.
Ледената покривка се образува през септември – октомври и издържа до юли.
Максималната температура на повърхността на водата през август е 10 – 12 °C. През май температурата на водата е отрицателна от повърхността до дъното.

## Характеристики
Солеността на водата в Печорско море се изменя през годината и в различните места от акваторията. През периода на заледяване се отличават води със соленост 32 – 35‰, а през летните месеци солеността е 23 – 30‰. През лятно-есенния период водите стават по-сладки под въздействието на водите на пресните потоци (най-вече на Печора).
През морето преминават разклонения на топлото Колгуево-печорско течение, хладното течение Литке и приточните (топли през лятото и студени през зимата) Беломорски и Печорско течения.
Приливите в Печорско море са полудневни и плитки. Средната височина на прилива при селището Варандей е 1,1 m.
В морето се ловят треска, белуга и тюлени.
Печорско море е най-добре проученото за запаси на въглеводороди море в руския шелф. Първият арктически нефт на Русия е добит при находището Приразломное през 2013 г. Има планове за развиване на още няколко нефтени находища в морето.